# Jena Irene
Jena Irene Asciutto, mer känd som Jena Irene, född 13 juli 1996 i Farmington Hills, Michigan, är en amerikansk sångerska. Hon kom på andra plats i American Idol 2014 efter vinnaren Caleb Johnson.

## Diskografi
Studioalbum
- 2017 – Cold Fame [3][2]

EP
- 2016 – Innocence
- 2017 – Cold Fame (promo)[3]

Singlar
- 2014 – "We Are One"
- 2016 – "Unbreakable"
- 2016 – "Innocence"
- 2016 – "You Gotta Help Me"